# Hocine Fenier
Hocine Fenier est un footballeur international algérien né le 5 mars 1983 à Taher dans la wilaya de Jijel. Il évoluait au poste d'attaquant.

## Biographie
Hocine Fenier reçoit une seule et unique sélection en équipe d'Algérie. Il s'agit d'une rencontre disputée face au Gabon le 8 octobre 2005, rentrant dans le cadre des éliminatoires du mondial 2006 (score : 0-0).
En club, il joue principalement en faveur du CS Constantine, de l'USM Annaba, et du CR Belouizdad.
Il dispute un total de 85 matchs en première division algérienne, inscrivant 13 buts. Lors de la saison 2004-2005, il réussit la performance d'inscrire dix buts en deuxième division algérienne avec l'équipe de Constantine.
Il remporte une Coupe d'Algérie en 2009 avec le CR Belouizdad. Par ailleurs, il se classe quatrième du championnat de première division en 2009, ce qui constitue son meilleur classement dans ce championnat.

## Palmarès
- Champion d'Algérie de D2 en 2004 (Groupe Est) avec le CS Constantine, en 2007 avec l'USM Annaba, et en 2013 avec le CRB Aïn Fakroun
- Vainqueur de la Coupe d'Algérie en 2009 avec le CR Belouizdad